# Eredivisie de 2019–20
A Eredivisie de 2019–20 foi a 64.ª edição da Eredivisie (e a 131ª temporada da primeira divisão do Campeonato Holandês de Futebol), a principal liga de futebol profissional dos Países Baixos organizada pela Real Associação de Futebol dos Países Baixos (em holandês: Koninklijke Nederlandse Voetbalbond, KNVB). A temporada começou em 2 de agosto de 2019 e terminou em 24 de maio de 2020. O detentor do título é o Ajax de Amsterdã , vencedor da edição de 2018–19.
Por conta da pandemia da covid-19, a temporada 19/20 foi cancelada sem nenhum time sendo declarado campeão, sem rebaixamento e sem acesso a primeira divisão.

## Como foi na temporada de 2018–19
Esses foram os números da temporada anterior da primeira divisão do Campeonato Holandês:
- Campeão: Ajax, 86 pontos
- Vaga para Liga dos Campeões: Ajax e PSV
- Vagas para Europa League: Feyenoord, AZ e Utrecht
- Quem subiu: RKC Waalwijk, Sparta Roterdam e Twente
- Quem desceu: NAC Breda, De Graafschap e Excelsior
- Gols: 1.061 / Jogos: 306 / Média de gols: 3,47
- Artilheiros: Dusan Tadic (Ajax) e Luuk de Jong (PSV), 28 gols
- Média de público: 17.998
- Melhor média de público: Ajax (52.987)

## Regulamento

### Sistema de disputa
A Eredivisie de 2019–20 é disputada por dezoito clubes em dois turnos. Em cada turno, todos os times jogam entre si uma única vez. Os jogos do segundo turno serão realizados na mesma ordem do primeiro, apenas com o mando de campo invertido. Não há campeões por turnos, sendo declarado campeão holandês o time que obtiver o maior número de pontos após as 34 rodadas.

### Rebaixamento
A partir desta temporada, além do último colocado da tabela da Eredivisie, o penúltimo time também cairá diretamente para a segunda divisão (Eerste Divisie). Em contrapartida, o campeão e vice-campeão da Eerste Divisie sobem para a elite do país. Somente uma vaga será definida no esquema de play-offs.

### Qualificações para as competições continentais da UEFA
A Eredivisie concede duas vagas para a Liga dos Campeões de 2020–21 e duas para a Liga Europa de 2020–21, divididas da seguinte forma:
| Posição | Qualificação para                                                       |
| ------- | ----------------------------------------------------------------------- |
| 1       | 3ª pré-eliminatória da Liga dos Campeões de 2020–21                     |
| 2       | 2ª pré-eliminatória da Liga dos Campeões de 2020–21                     |
| 3       | 3ª pré-eliminatória da Liga Europa de 2020–21                           |
| 4 – 7   | Play-off para uma vaga na 2ª pré-eliminatória da Liga Europa de 2020–21 |

### Critérios de desempate
Caso haja empate de pontos entre dois clubes, os critérios de desempates serão aplicados na seguinte ordem:
| Durante a temporada 1. Menos pontos perdidos 2. Saldo de gols 3. Gols marcados 4. Ordem alfabética | Ao final da temporada 1. Saldo de gols 2. Gols marcados 3. Pontos no confronto direto 4. Saldo de gols no confronto direto 5. Gols marcados no confronto direto 6. Jogo de desempate (apenas para decidir o campeão, rebaixados e qualificados para a Liga Europa, caso contrário, teremos um sorteio) 7. Disputa por pênaltis (em caso de empate no tempo normal do jogo de desempate) |

## Participantes

### Número de equipes por província
| Posição | Província         | Nº de equipes | Equipes                                    |
| ------- | ----------------- | ------------- | ------------------------------------------ |
| 1       | Brabante do Norte | 3             | PSV Eindhoven, RKC Waalwijk e Willem II    |
| 1       | Holanda do Sul    | 3             | ADO Den Haag, Feyenoord e Sparta Rotterdam |
| 1       | Overissel         | 3             | Heracles Almelo, PEC Zwolle e Twente       |
| 4       | Holanda do Norte  | 2             | Ajax e AZ                                  |
| 4       | Limburgo          | 2             | Fortuna Sittard e VVV-Venlo                |
| 6       | Drente            | 1             | Emmen                                      |
| 6       | Frísia            | 1             | Heerenveen                                 |
| 6       | Groninga          | 1             | Groningen                                  |
| 6       | Guéldria          | 1             | Vitesse                                    |
| 6       | Utrecht           | 1             | Utrecht                                    |

### Informações dos clubes
| Equipe           | Cidade         | Estádio (mando)                  | Capacidade | Treinador             |
| ---------------- | -------------- | -------------------------------- | ---------- | --------------------- |
| ADO Den Haag     | Den Haag       | Cars Jeans Stadion               | 15.000     | Alfons Groenendijk    |
| Ajax             | Amsterdã       | Johan Cruijff ArenA              | 54.990     | Erik ten Hag          |
| AZ               | Alkmaar        | AFAS Stadion                     | 17.023     | Arne Slot             |
| Emmen            | Emmen          | De Oude Meerdijk                 | 08.600     | Dick Lukkien          |
| Feyenoord        | Rotterdã       | De Kuip                          | 51.117     | Dick Advocaat         |
| Fortuna Sittard  | Sittard-Geleen | Fortuna Sittard Stadion          | 12.000     | Sjors Ultee           |
| Groningen        | Groninga       | Hitachi Capital Mobility Stadion | 22.550     | Danny Buijs           |
| Heerenveen       | Heerenveen     | Abe Lenstra Stadion              | 26.100     | Johnny Jansen         |
| Heracles Almelo  | Almelo         | Erve Asito                       | 12.080     | Frank Wormuth         |
| PEC Zwolle       | Zwolle         | MAC³PARK Stadion                 | 14.000     | John Stegeman         |
| PSV Eindhoven    | Eindhoven      | Philips Stadion                  | 36.500     | Mark van Bommel       |
| RKC Waalwijk     | Waalwijk       | Mandemakers Stadion              | 07.508     | Fred Grim             |
| Sparta Rotterdam | Rotterdã       | Het Kasteel                      | 11.026     | Henk Fraser           |
| Twente           | Enschede       | De Grolsch Veste                 | 30.205     | Gonzalo García García |
| Utrecht          | Utrecht        | Stadion Galgenwaard              | 23.750     | John van den Brom     |
| Vitesse          | Arnhem         | GelreDome                        | 21.248     | Leonid Sloetski       |
| VVV-Venlo        | Venlo          | De Koel                          | 08.000     | Jay Driessen          |
| Willem II        | Tilburgo       | Koning Willem II Stadion         | 14.500     | Adrie Koster          |

O AZ Alkmaar jogou apenas seu primeiro jogo em sua casa, o AFAS Stadion, pois, parte do teto do estádio da equipe desabou na arquibancada no dia 10 de agosto de 2019. Desde então, o clube manda seus jogos no Cars Jeans Stadion em Haia, a cerca de 75 quilômetros de distância de Alkmaar, com capacidade para 17.000 pessoas e lar do ADO Den Haag.

## Classificação
- Dados até 24 de abril de 2020.[13][14][15]

| Pos | Equipe           | Pts | J  | V  | E | D  | GP | GC | SG  | Classificação ou Rebaixamento                                    |
| --- | ---------------- | --- | -- | -- | - | -- | -- | -- | --- | ---------------------------------------------------------------- |
| 1   | Ajax             | 56  | 25 | 18 | 2 | 5  | 68 | 23 | +45 | Fase de Grupos da Liga dos Campeões da UEFA de 2020–21           |
| 2   | AZ               | 56  | 25 | 18 | 2 | 5  | 54 | 17 | +37 | Segunda pré-eliminatória da Liga dos Campeões da UEFA de 2020–21 |
| 3   | Feyenoord        | 50  | 25 | 14 | 8 | 3  | 50 | 35 | +15 | Fase de Grupos da Liga Europa da UEFA de 2020–21                 |
| 4   | PSV Eindhoven    | 49  | 26 | 14 | 7 | 5  | 54 | 28 | +26 | Terceira pré-eliminatória da Liga Europa da UEFA de 2020–21      |
| 5   | Willem II        | 44  | 26 | 13 | 5 | 8  | 37 | 34 | +3  | Segunda pré-eliminatória da Liga Europa da UEFA de 2020–21       |
| 6   | Utrecht          | 41  | 25 | 12 | 5 | 8  | 50 | 34 | +16 |                                                                  |
| 7   | Vitesse          | 41  | 26 | 12 | 5 | 9  | 45 | 35 | +10 |                                                                  |
| 8   | Heracles Almelo  | 36  | 26 | 10 | 6 | 10 | 40 | 34 | +6  |                                                                  |
| 9   | Groningen        | 35  | 26 | 10 | 5 | 11 | 27 | 26 | +1  |                                                                  |
| 10  | Heerenveen       | 33  | 26 | 8  | 9 | 9  | 41 | 41 | 0   |                                                                  |
| 11  | Sparta Rotterdam | 33  | 26 | 9  | 6 | 11 | 41 | 45 | −4  |                                                                  |
| 12  | Emmen            | 32  | 26 | 9  | 5 | 12 | 32 | 45 | −13 |                                                                  |
| 13  | VVV-Venlo        | 28  | 26 | 8  | 4 | 14 | 24 | 51 | −27 |                                                                  |
| 14  | Twente           | 27  | 26 | 7  | 6 | 13 | 34 | 46 | −12 |                                                                  |
| 15  | PEC Zwolle       | 26  | 26 | 7  | 5 | 14 | 37 | 55 | −18 |                                                                  |
| 16  | Fortuna Sittard  | 26  | 26 | 6  | 8 | 12 | 29 | 52 | −23 |                                                                  |
| 17  | ADO Den Haag     | 19  | 26 | 4  | 7 | 15 | 25 | 54 | −29 |                                                                  |
| 18  | RKC Waalwijk     | 15  | 26 | 4  | 3 | 19 | 27 | 60 | −33 |                                                                  |

## Resultados
- Dados até 8 de março de 2020.[16]

| Mandante \ Visitante | ADO    | AJA    | AZ     | EMM    | FEY    | FOR    | GRO    | HEE    | HER    | PEC    | PSV    | RKC    | SPA    | TWE    | UTR    | VIT    | VVV    | WIL    |
| -------------------- | ------ | ------ | ------ | ------ | ------ | ------ | ------ | ------ | ------ | ------ | ------ | ------ | ------ | ------ | ------ | ------ | ------ | ------ |
| ADO Den Haag         | —      | 0–2    | 0–1    | 5 Apr  | 22 Apr | 13 Mar | 1–1    | 1–1    | 0–0    | 10 May | 0–3    | 2–0    | 1–2    | 0–0    | 2–4    | 0–0    | 1–0    | 3–3    |
| Ajax                 | 6–1    | —      | 0–2    | 5–0    | 4–0    | 5–0    | 2–0    | 4–1    | 4–1    | 5 Apr  | 1–0    | 3–0    | 2–1    | 15 Mar | 4–0    | 23 Apr | 3 May  | 0–2    |
| AZ                   | 4–0    | 1–0    | —      | 3–0    | 8 Apr  | 4–0    | 0–0    | 2–4    | 2–0    | 2–0    | 21 Apr | 4–0    | 5–1    | 3–0    | 3 May  | 4 Apr  | 1–0    | 1–3    |
| Emmen                | 3–0    | 12 Apr | 10 May | —      | 3–3    | 2–1    | 0–1    | 2–0    | 1–0    | 1–3    | 1–1    | 25 Apr | 2–0    | 2–0    | 22 Mar | 2–1    | 3–0    | 4–2    |
| Feyenoord            | 3–2    | 22 Mar | 0–3    | 3–0    | —      | 2–1    | 25 Apr | 3–1    | 1–1    | 1–0    | 3–1    | 3–2    | 2–2    | 5–1    | 1–1    | 10 May | 11 Apr | 2–0    |
| Fortuna Sittard      | 1–0    | 10 May | 25 Apr | 0–0    | 4–2    | —      | 1–0    | 2–1    | 1–1    | 1–1    | 22 Mar | 3–2    | 0–0    | 2–3    | 12 Apr | 1–3    | 4–1    | 2–3    |
| Groningen            | 3 May  | 2–1    | 22 Mar | 2–0    | 1–1    | 22 Apr | —      | 10 Apr | 1–2    | 2–0    | 0–1    | 3–0    | 2–0    | 1–3    | 0–1    | 1–0    | 0–1    | 2–0    |
| Heerenveen           | 2–2    | 1–3    | 1–2    | 22 Apr | 1–1    | 1–1    | 1–1    | —      | 1–1    | 1–0    | 3 May  | 21 Mar | 2–1    | 0–0    | 1–1    | 3–2    | 1–1    | 1–2    |
| Heracles Almelo      | 4–0    | 1–0    | 11 Apr | 2–0    | 2–3    | 2–0    | 10 May | 0–4    | —      | 4–0    | 0–2    | 4–2    | 20 Mar | 26 Apr | 1–3    | 1–1    | 6–1    | 4–1    |
| PEC Zwolle           | 3–1    | 2–4    | 0–3    | 3 May  | 3–4    | 3–1    | 1–0    | 25 Apr | 14 Mar | —      | 0–4    | 6–2    | 2–2    | 12 Apr | 3–3    | 4–3    | 21 Mar | 1–3    |
| PSV Eindhoven        | 3–1    | 1–1    | 0–4    | 14 Mar | 1–1    | 5–0    | 3–1    | 2–1    | 4 Apr  | 4–1    | —      | 10 May | 12 Apr | 1–1    | 25 Apr | 5–0    | 4–1    | 3–0    |
| RKC Waalwijk         | 0–3    | 1–2    | 0–2    | 1–1    | 5 Apr  | 3 May  | 15 Mar | 1–3    | 2–0    | 0–0    | 1–3    | —      | 0–1    | 3–0    | 2–1    | 1–2    | 1–2    | 22 Apr |
| Sparta Rotterdam     | 4–2    | 1–4    | 3–0    | 5–1    | 15 Mar | 1–1    | 1–2    | 4 Apr  | 0–0    | 21 Apr | 2–2    | 4–0    | —      | 2–1    | 1–2    | 2–0    | 4–1    | 3 May  |
| Twente               | 21 Mar | 2–5    | 2–0    | 4–1    | 3 May  | 5 Apr  | 0–0    | 2–3    | 2–3    | 2–1    | 1–1    | 3–3    | 2–0    | —      | 3–1    | 0–3    | 23 Apr | 0–1    |
| Utrecht              | 4–0    | 9 Apr  | 0–3    | 3–1    | 1–2    | 6–0    | 4 Apr  | 10 May | 22 Apr | 3–1    | 3–0    | 0–1    | 5–1    | 2–1    | —      | 14 Mar | 1–2    | 2–0    |
| Vitesse              | 0–2    | 2–2    | 2–1    | 1–1    | 0–0    | 4–2    | 1–2    | 4–2    | 3 May  | 3–0    | 1–2    | 11 Apr | 26 Apr | 1–0    | 2–1    | —      | 3–0    | 21 Mar |
| VVV-Venlo            | 26 Apr | 1–4    | 15 Mar | 2–0    | 0–3    | 0–0    | 2–1    | 0–3    | 1–0    | 1–2    | 1–1    | 3–1    | 10 May | 2–1    | 1–1    | 0–4    | —      | 4 Apr  |
| Willem II            | 11 Apr | 26 Apr | 1–1    | 2–1    | 0–1    | 0–0    | 3–1    | 14 Mar | 1–0    | 0–0    | 2–1    | 2–1    | 4–0    | 10 May | 1–1    | 0–2    | 1–0    | —      |

| Vitória do mandante; Vitória do visitante; Empate. | Para partidas futuras, um "a" significa que há um artigo sobre a rivalidade entre as duas equipes. |

## Estatísticas
| Pos. | Jogador           | Equipe          | Gols |
| ---- | ----------------- | --------------- | ---- |
| 1    | Steven Berghuis   | Feyenoord       | 15   |
| 1    | Cyriel Dessers    | Heracles Almelo | 15   |
| 3    | Myron Boadu       | AZ Alkmaar      | 14   |
| 3    | Bryan Linssen     | Vitesse         | 14   |
| 5    | Oussama Idrissi   | AZ Alkmaar      | 13   |
| 6    | Quincy Promes     | Ajax            | 12   |
| 6    | Tim Matavž        | Vitesse         | 12   |
| 8    | Donyell Malen     | PSV Eindhoven   | 11   |
| 8    | Vangelis Pavlidis | Willem II       | 11   |
| 8    | Haris Vučkić      | Twente          | 11   |
| 8    | Dušan Tadić       | Ajax            | 11   |
| 8    | Teun Koopmeiners  | AZ Alkmaar      | 11   |

| Pos. | Jogador         | Equipe           | Assists. |
| ---- | --------------- | ---------------- | -------- |
| 1    | Dušan Tadić     | Ajax             | 14       |
| 2    | Hakim Ziyech    | Ajax             | 12       |
| 3    | Steven Bergwijn | PSV Eindhoven    | 10       |
| 4    | Calvin Stengs   | AZ Alkmaar       | 7        |
| 4    | Abdou Harroui   | Sparta Rotterdam | 7        |
| 6    | Steven Berghuis | Feyenoord        | 6        |
| 6    | Myron Boadu     | AZ Alkmaar       | 6        |
| 6    | Owen Wijndal    | AZ Alkmaar       | 6        |
| 6    | Bryan Smeets    | Sparta Rotterdam | 6        |
| 6    | Gustavo Hamer   | Zwolle           | 6        |

## Prêmios

### Prêmios mensais
| Mês      | Jogador do mês  | Jogador do mês  | Talento do mês   | Talento do mês | Ref           |
| Mês      | Jogador         | Clube           | Jogador          | Clube          | Ref           |
| -------- | --------------- | --------------- | ---------------- | -------------- | ------------- |
| Agosto   | Hakim Ziyech    | Ajax            | Owen Wijndal     | AZ             | [ 20 ] [ 21 ] |
| Setembro | Donyell Malen   | PSV             | Chidera Ejuke    | Heerenveen     | [ 22 ]        |
| Outubro  | Adam Maher      | Utrecht         | Lennart Czyborra | Heracles       | [ 23 ]        |
| Novembro | Cyriel Dessers  | Heracles Almelo | Owen Wijndal     | AZ Alkmaar     | [ 24 ]        |
| Dezembro | Oussama Idrissi | AZ Alkmaar      | Orkun Kökçü      | Feyenoord      | [ 25 ]        |

## Mudança de técnicos
| Clube           | Antecessor               | Motivo                    | Data da saída          | Pos           | Sucessor                  | Data do início         | Ref.          |
| --------------- | ------------------------ | ------------------------- | ---------------------- | ------------- | ------------------------- | ---------------------- | ------------- |
| PEC Zwolle      | Jaap Stam                | Contratado pelo Feyenoord | 31 de maio de 2019     | Pré-temporada | John Stegeman             | 15 de junho de 2019    | [ 26 ] [ 27 ] |
| AZ              | John van den Brom        | Fim de contrato           | 1 de julho de 2019     | Pré-temporada | Arne Slot                 | 1 de julho de 2019     | [ 28 ]        |
| Feyenoord       | Giovanni van Bronckhorst | Fim de contrato           | 1 de julho de 2019     | Pré-temporada | Jaap Stam                 | 1 de julho de 2019     | [ 29 ] [ 30 ] |
| Fortuna Sittard | René Eijer               | Acordo mútuo              | 1 de julho de 2019     | Pré-temporada | Sjors Ultee               | 1 de julho de 2019     | [ 31 ] [ 32 ] |
| Utrecht         | Dick Advocaat            | Fim de contrato           | 1 de julho de 2019     | Pré-temporada | John van den Brom         | 1 de julho de 2019     | [ 33 ] [ 34 ] |
| Twente          | Marino Pušić             | Demitido                  | 1 de julho de 2019     | Pré-temporada | Gonzalo García García     | 1 de julho de 2019     | [ 35 ] [ 36 ] |
| VVV-Venlo       | Maurice Steijn           | Contratado pelo Al Wahda  | 1 de julho de 2019     | Pré-temporada | Robert Maaskant           | 1 de julho de 2019     | [ 37 ] [ 38 ] |
| Feyenoord       | Jaap Stam                | Renunciou                 | 28 de outubro de 2019  | 12ª           | Dick Advocaat             | 30 de outubro de 2019  | [ 39 ] [ 40 ] |
| VVV-Venlo       | Robert Maaskant          | Demitido                  | 11 de novembro de 2019 | 17ª           | Jay Driessen              | 15 de novembro de 2019 | [ 41 ] [ 42 ] |
| Vitesse         | Leonid Slutsky           | Renunciou                 | 29 de novembro de 2019 | 6ª            | Joseph Oosting (interino) | 3 de dezembro de 2019  | [ 43 ] [ 44 ] |
| ADO Den Haag    | Alfons Groenendijk       | Renunciou                 | 2 de dezembro de 2019  | 17ª           | Dirk Heesen (interino)    | 2 de dezembro de 2019  | [ 45 ]        |
| PSV             | Mark van Bommel          | Demitido                  | 16 de dezembro de 2019 | 4ª            | Ernest Faber (interino)   | 16 de dezembro de 2019 | [ 46 ] [ 47 ] |